# Formule 1 v roce 1961
i XII. Mistrovství světa jezdců a 4. ročník poháru konstruktérů zahájila 14. května Grand Prix Monaka a po 8 závodech 8. října při Grand Prix USA byl znám nový mistr světa. Mistrem světa pro rok 1961 se stal Phil Hill a v Poháru konstruktérů zvítězil tým Scuderia Ferrari.

## Pohled na sezónu
První rok od zavedení regulí, které omezovali velikost motoru na 1,5 litru ovládlo připravené Ferrari - sezóna 1961 byla poprvé, kdy přišli s vozem s motorem uprostřed, legendárním modelem 156 "Sharknose". To bylo v rozporu s názorem šéfa týmu Enza Ferrariho, který neměl rád vozy s motorem uprostřed a trval na svém zastaralém přesvědčení, že vozy s motorem uprostřed staví lidé, kteří nemají dostatek výkonu. Pouze Stirling Moss, v zastaralém voze Lotus, dokázal porazit Ferrari na dvou tratích, kde jeho dovednosti vyrovnávaly výhodu ve výkonu Ferrari. Innes Ireland také vyhrál závod - Grand Prix Spojených států, poté co Ferrari do tohoto závodu nezasáhlo. Giancarlo Baghetti, který závodil s soukromě nasazeným vozem Ferrari, vyhrál Grand Prix Francie při svém debutu v mistrovství, jako jediný jezdec kromě Nino Fariny, vítěze prvního závodu Mistrovství světa formule 1. Baghetti také vyhrál své jediné dva předchozí závody Formule 1, nešampionátní závody v Syracusách a Neapoli, ale francouzský závod bylo jeho jediné vítězství ve světovém šampionátu. Boj o titul mezi nejlepšími jezdci Ferrari, Philem Hillem a Wolfgangem von Tripsem, skončil tragédií, když se von Trips srazil s Jimem Clarkem v Monze, přičemž zahynul von Trips a 18 diváků. Hill nakonec vyhrál titul, jako první americký jezdec. Závod Indianapolis 500, který měl úplně jiná pravidla než Grand Prix a téměř nic společného s evropským silničním závoděním, byl z mistrovství vyřazen.
Počet bodů udělovaných vítězi závodu byl zvýšen na devět pro Mistrovství světa jezdců.
Kromě von Tripsa zemřeli během této sezóny ještě dva další jezdci: Brit Shane Summers během nešampionátního závodu Silver City Trophy v Brands Hatchi a Ital Giulio Cabianca během testu na okruhu Modena Autodrome.

## Týmy a jezdci
Jediným poskytovatelem pneumatiky pro sezónu 1961 byl Dunlop.
| Tým                        | Konstruktér          | Šasi        | Motor                                 | Jezdec                  | Závody      |
| -------------------------- | -------------------- | ----------- | ------------------------------------- | ----------------------- | ----------- |
| Porsche System Engineering | Porsche              | 787718/2    | Porsche 547/3 1.5 F4                  | Jo Bonnier              | Vše         |
| Porsche System Engineering | Porsche              | 787718/2    | Porsche 547/3 1.5 F4                  | Dan Gurney              | Vše         |
| Porsche System Engineering | Porsche              | 787718/2    | Porsche 547/3 1.5 F4                  | Hans Herrmann           | 1, 6        |
| Scuderia Colonia           | Lotus-Climax         | 18          | Climax FPF 1.5 L4                     | Michael May             | 1, 4, 6     |
| Scuderia Colonia           | Lotus-Climax         | 18          | Climax FPF 1.5 L4                     | Wolfgang Seidel         | 3, 5–7      |
| Equipe Nationale Belge     | Emeryson-Maserati    | 61          | Maserati Tipo 6 1.5 L4                | Olivier Gendebien       | 1           |
| Equipe Nationale Belge     | Emeryson-Maserati    | 61          | Maserati Tipo 6 1.5 L4                | Lucien Bianchi          | 1           |
| Equipe Nationale Belge     | Lotus-Climax         | 18          | Climax FPF 1.5 L4                     | Lucien Bianchi          | 3           |
| Equipe Nationale Belge     | Lotus-Climax         | 18          | Climax FPF 1.5 L4                     | Willy Mairesse          | 3           |
| Equipe Nationale Belge     | Emeryson-Climax      | 61          | Climax FPF 1.5 L4                     | André Pilette           | 7           |
| Camoradi International     | Cooper-Climax        | T53         | Climax FPF 1.5 L4                     | Masten Gregory          | 1–5         |
| Camoradi International     | Cooper-Climax        | T53         | Climax FPF 1.5 L4                     | Ian Burgess             | 6           |
| Camoradi International     | Lotus-Climax         | 18          | Climax FPF 1.5 L4                     | Ian Burgess             | 2–5         |
| Owen Racing Organisation   | BRM-Climax           | P48/57      | Climax FPF 1.5 L4                     | Tony Brooks             | Vše         |
| Owen Racing Organisation   | BRM-Climax           | P48/57      | Climax FPF 1.5 L4                     | Graham Hill             | Vše         |
| R.R.C. Walker Racing Team  | Lotus-Climax         | 18 18/21 21 | Climax FPF 1.5 L4                     | Stirling Moss           | Vše         |
| R.R.C. Walker Racing Team  | Ferguson-Climax      | P99         | Climax FPF 1.5 L4                     | Stirling Moss           | 5           |
| R.R.C. Walker Racing Team  | Ferguson-Climax      | P99         | Climax FPF 1.5 L4                     | Jack Fairman            | 5           |
| Yeoman Credit Racing Team  | Cooper-Climax        | T53         | Climax FPF 1.5 L4                     | John Surtees            | Vše         |
| Yeoman Credit Racing Team  | Cooper-Climax        | T53         | Climax FPF 1.5 L4                     | Roy Salvadori           | 4–8         |
| Cooper Car Company         | Cooper-Climax        | T55 T58     | Climax FPF 1.5 L4                     | Jack Brabham            | Vše         |
| Cooper Car Company         | Cooper-Climax        | T55 T58     | Climax FPF 1.5 L4                     | Bruce McLaren           | Vše         |
| Team Lotus                 | Lotus-Climax         | 21 18 18/21 | Climax FPF 1.5 L4                     | Jim Clark               | Vše         |
| Team Lotus                 | Lotus-Climax         | 21 18 18/21 | Climax FPF 1.5 L4                     | Innes Ireland           | 1, 3–8      |
| Team Lotus                 | Lotus-Climax         | 21 18 18/21 | Climax FPF 1.5 L4                     | Trevor Taylor           | 2           |
| Team Lotus                 | Lotus-Climax         | 21 18 18/21 | Climax FPF 1.5 L4                     | Willy Mairesse          | 4           |
| UDT Laystall Racing Team   | Lotus-Climax         | 18 18/21    | Climax FPF 1.5 L4                     | Cliff Allison           | 1, 3        |
| UDT Laystall Racing Team   | Lotus-Climax         | 18 18/21    | Climax FPF 1.5 L4                     | Henry Taylor            | 1, 3–5, 7   |
| UDT Laystall Racing Team   | Lotus-Climax         | 18 18/21    | Climax FPF 1.5 L4                     | Lucien Bianchi          | 4–5         |
| UDT Laystall Racing Team   | Lotus-Climax         | 18 18/21    | Climax FPF 1.5 L4                     | Juan Manuel Bordeu      | 4           |
| UDT Laystall Racing Team   | Lotus-Climax         | 18 18/21    | Climax FPF 1.5 L4                     | Masten Gregory          | 7–8         |
| UDT Laystall Racing Team   | Lotus-Climax         | 18 18/21    | Climax FPF 1.5 L4                     | Olivier Gendebien       | 8           |
| Scuderia Ferrari SpA SEFAC | Ferrari              | 156         | Ferrari 178 1.5 V6 Ferrari 188 1.5 V6 | Richie Ginther          | 1–7         |
| Scuderia Ferrari SpA SEFAC | Ferrari              | 156         | Ferrari 178 1.5 V6 Ferrari 188 1.5 V6 | Phil Hill               | 1–7         |
| Scuderia Ferrari SpA SEFAC | Ferrari              | 156         | Ferrari 178 1.5 V6 Ferrari 188 1.5 V6 | Wolfgang von Trips      | 1–7         |
| Scuderia Ferrari SpA SEFAC | Ferrari              | 156         | Ferrari 178 1.5 V6 Ferrari 188 1.5 V6 | Olivier Gendebien       | 3           |
| Scuderia Ferrari SpA SEFAC | Ferrari              | 156         | Ferrari 178 1.5 V6 Ferrari 188 1.5 V6 | Willy Mairesse          | 6           |
| Scuderia Ferrari SpA SEFAC | Ferrari              | 156         | Ferrari 178 1.5 V6 Ferrari 188 1.5 V6 | Ricardo Rodríguez       | 7           |
| Scuderia Serenissima       | Cooper-Maserati      | T51         | Maserati Tipo 6 1.5 L4                | Maurice Trintignant     | 1, 3–4, 6–7 |
| Scuderia Serenissima       | De Tomaso-OSCA       | F1          | OSCA 372 1.5 L4                       | Giorgio Scarlatti       | 4           |
| Scuderia Serenissima       | De Tomaso-Alfa Romeo | F1          | Alfa Romeo Giulietta 1.5 L4           | Nino Vaccarella         | 7           |
| Ecurie Maarsbergen         | Porsche              | 718         | Porsche 547/3 1.5 F4                  | Carel Godin de Beaufort | 2–7         |
| Ecurie Maarsbergen         | Porsche              | 718         | Porsche 547/3 1.5 F4                  | Hans Herrmann           | 2           |
| H&L Motors                 | Cooper-Climax        | T53         | Climax FPF 1.5 L4                     | Jackie Lewis            | 3–7         |
| Tony Marsh                 | Lotus-Climax         | 18          | Climax FPF 1.5 L4                     | Tony Marsh              | 3, 5–6      |
| Scuderia Centro Sud        | Cooper-Maserati      | T53 T51     | Maserati Tipo 6 1.5 L4                | Lorenzo Bandini         | 3, 5–7      |
| Scuderia Centro Sud        | Cooper-Maserati      | T53 T51     | Maserati Tipo 6 1.5 L4                | Massimo Natili          | 5, 7        |
| Bernard Collomb            | Cooper-Climax        | T53         | Climax FPF 1.5 L4                     | Bernard Collomb         | 4, 6        |
| Tim Parnell                | Lotus-Climax         | 18          | Climax FPF 1.5 L4                     | Tim Parnell             | 5, 7        |
| Gerry Ashmore              | Lotus-Climax         | 18          | Climax FPF 1.5 L4                     | Gerry Ashmore           | 5–7         |
| Louise Bryden-Brown        | Lotus-Climax         | 18          | Climax FPF 1.5 L4                     | Tony Maggs              | 5–6         |
| Gilby Engineering          | Gilby-Climax         | 61          | Climax FPF 1.5 L4                     | Keith Greene            | 5           |
| FISA                       | Ferrari              | 156         | Ferrari 178 1.5 V6                    | Giancarlo Baghetti      | 4           |
| Scuderia Sant'Ambroeus     | Ferrari              | 156         | Ferrari 178 1.5 V6                    | Giancarlo Baghetti      | 5, 7        |
| J.B. Naylor                | JBW-Climax           | 59          | Climax FPF 1.5 L4                     | Brian Naylor            | 7           |
| Fred Tuck Cars             | Cooper-Climax        | T45         | Climax FPF 1.5 L4                     | Jack Fairman            | 7           |
| Scuderia Settecolli        | De Tomaso-OSCA       | F1          | OSCA 372 1.5 L4                       | Roberto Lippi           | 7           |
| Isobele de Tomaso          | De Tomaso-Alfa Romeo | F1          | Alfa Romeo Giulietta 1.5 L4           | Roberto Bussinello      | 7           |
| Pescara Racing Team        | Cooper-Maserati      | T45         | Maserati Tipo 6 1.5 L4                | Renato Pirocchi         | 7           |
| Gaetano Starrabba          | Lotus-Maserati       | 18          | Maserati Tipo 6 1.5 L4                | Gaetano Starrabba       | 7           |
| Hap Sharp                  | Cooper-Climax        | T53         | Climax FPF 1.5 L4                     | Hap Sharp               | 8           |
| John M. Wyatt III          | Cooper-Climax        | T53         | Climax FPF 1.5 L4                     | Roger Penske            | 8           |
| J. Wheeler Autosport       | Lotus-Climax         | 18          | Climax FPF 1.5 L4                     | Peter Ryan              | 8           |
| Jim Hall                   | Lotus-Climax         | 18          | Climax FPF 1.5 L4                     | Jim Hall                | 8           |
| J. Frank Harrison          | Lotus-Climax         | 18          | Climax FPF 1.5 L4                     | Lloyd Ruby              | 8           |
| Momo Corporation           | Cooper-Climax        | T53         | Climax FPF 1.5 L4                     | Walt Hansgen            | 8           |

## Závody započítávané do MS
| Datum              | Grand Prix                            | Náhled | Akce               | Jezdec             | Vůz              | Stav MS            |
| ------------------ | ------------------------------------- | ------ | ------------------ | ------------------ | ---------------- | ------------------ |
| 1. GP 14. květen   | Monako Circuit de Monaco (Výsledky)   |        | Závod              | Stirling Moss      | Cooper-Climax 21 | Stirling Moss      |
| 1. GP 14. květen   | Monako Circuit de Monaco (Výsledky)   | Kolo   | Stirling Moss      | Lotus-Climax 21    |                  | Stirling Moss      |
| 1. GP 14. květen   | Monako Circuit de Monaco (Výsledky)   | Pole   | Stirling Moss      | Lotus-Climax 21    |                  | Stirling Moss      |
| 2. GP 22. květen   | Nizozemsko Zandvoort (Výsledky)       |        | Závod              | Wolfgang von Trips | Ferrari 156      | Wolfgang von Trips |
| 2. GP 22. květen   | Nizozemsko Zandvoort (Výsledky)       | Kolo   | Jim Clark          | Lotus-Climax 21    |                  | Wolfgang von Trips |
| 2. GP 22. květen   | Nizozemsko Zandvoort (Výsledky)       | Pole   | Phil Hill          | Ferrari 156        |                  | Wolfgang von Trips |
| 3. GP 18. červen   | Belgie Spa-Francorchamps (Výsledky)   |        | Závod              | Phil Hill          | Ferrari 156      | Phil Hill          |
| 3. GP 18. červen   | Belgie Spa-Francorchamps (Výsledky)   | Kolo   | Richie Ginther     | Ferrari 156        |                  | Phil Hill          |
| 3. GP 18. červen   | Belgie Spa-Francorchamps (Výsledky)   | Pole   | Phil Hill          | Ferrari 156        |                  | Phil Hill          |
| 4. GP 2. červenec  | Francie Remeš (Výsledky)              |        | Závod              | Giancarlo Baghetti | Ferrari 156      | Phil Hill          |
| 4. GP 2. červenec  | Francie Remeš (Výsledky)              | Kolo   | Phil Hill          | Ferrari 156        |                  | Phil Hill          |
| 4. GP 2. červenec  | Francie Remeš (Výsledky)              | Pole   | Phil Hill          | Ferrari 156        |                  | Phil Hill          |
| 5. GP 15. červenec | Velká Británie Silverstone (Výsledky) |        | Závod              | Wolfgang von Trips | Ferrari 156      | Wolfgang von Trips |
| 5. GP 15. červenec | Velká Británie Silverstone (Výsledky) | Kolo   | Tony Brooks        | BRM-Climax P48/57  |                  | Wolfgang von Trips |
| 5. GP 15. červenec | Velká Británie Silverstone (Výsledky) | Pole   | Phil Hill          | Ferrari 156        |                  | Wolfgang von Trips |
| 6. GP 6. srpen     | Německo Nürburgring (Výsledky)        |        | Závod              | Stirling Moss      | Cooper-Climax 21 | Wolfgang von Trips |
| 6. GP 6. srpen     | Německo Nürburgring (Výsledky)        | Kolo   | Phil Hill          | Ferrari 156        |                  | Wolfgang von Trips |
| 6. GP 6. srpen     | Německo Nürburgring (Výsledky)        | Pole   | Phil Hill          | Ferrari 156        |                  | Wolfgang von Trips |
| 7. GP 10. září     | Itálie Monza (Výsledky)               |        | Závod              | Phil Hill          | Ferrari 156      | Phil Hill          |
| 7. GP 10. září     | Itálie Monza (Výsledky)               | Kolo   | Giancarlo Baghetti | BRM P25            |                  | Phil Hill          |
| 7. GP 10. září     | Itálie Monza (Výsledky)               | Pole   | Wolfgang von Trips | Ferrari 156        |                  | Phil Hill          |
| 8. GP 8. říjen     | USA Watkins Glen (Výsledky)           |        | Závod              | Innes Ireland      | Lotus-Climax 21  | Phil Hill          |
| 8. GP 8. říjen     | USA Watkins Glen (Výsledky)           | Kolo   | Jack Brabham       | Cooper-Climax T58  |                  | Phil Hill          |
| 8. GP 8. říjen     | USA Watkins Glen (Výsledky)           | Pole   | Jack Brabham       | Cooper-Climax T58  |                  | Phil Hill          |

### Monako
První závod ovládl tým Lotus v čele se Stirlingem Mossem, který sice ztratil vedení hned v prvním kole, po startu z pole position, ale již ve 14. kole se dostal zpět do čela závodu, poté co předjel do té doby vedoucího Richieho Ginthera. Ginther nakonec dojel druhý se ztrátou 3,6 sekundy a třetí místo na pódiu doplnil Phil Hill se svým Ferrari.

### Nizozemsko
Velká cena Nizozemska se jela týden po Velké ceně Monaka, což donutilo Lotus nahradit Innese Irelanda, který se v Monaku zranil a nestihl se uzdravit, Trevorem Taylorem. Na okruhu Zandvoort se Ferrari dařilo o mnoho lépe, přičemž všechny jejich vozy obsadily první tři místa v kvalifikaci, ve které zvítězil Phil Hill, avšak jeho německý kolega Wolfgang von Trips zajel totožný čas, ale i přesto se musel spokojit s druhým místem na startu. Hned na startu ale Němec předjel Phila Hilla a vedení si udržel až do cíle. Po celý závod odolával náporům Američana, který šachovnicovou vlajkou projel pouze o 0,9 sekundy za von Tripsem. Třetí místo si obhájil Jim Clark společně s nejrychlejším kolem závodu.

### Belgie
Ferrari do závodu ve Spa přihlásilo hned 4 své vozy (von Trips, Hill, Ginther a nově Gendebien). Tři jezdci, kteří se zúčastnili předchozích závodů, měli vozy zbarvené v klasické červené barvě, a vůz Oliviera Gendebiena byl zbarven do žluta, jako odkaz na belgický motorsport. V kvalifikaci zvítězil Phil Hill o 0,8 sekundy před von Tripsem, a až 3,7 sekundy před třetím Gendebienem. Čtvrtý John Surtees v Cooperu byl až téměř 7 sekundy pozadu. V závodě o vedení zase bojovali pouze dva jezdci, dva hlavní aspiranti na titul Mistra světa. Ze souboje nakonec vyšel o 0,7 sekundy lépe Phil Hill. Ferrari celkově v tomto závodě ovládlo první 4 místa (Hill, von Trips, Ginther, Gendebien).

### Francie
Na okruhu v Remeši se udál jeden z historických okamžiků Formule 1. Giancarlo Baghetti se zúčastnil své první Velké ceny jako jednotlivec s Ferrari, a přestože se kvalifikoval až dvanáctý, 5,6 sekundy od nejrychlejšího Phila Hilla, v závodě dokázal zvítězit o 0,1 sekundy před Danem Gurneym v Porsche. Třetí Jim Clark dojel se ztrátou minuty. Giancarlo Baghetti se tímto stal jediným jezdcem Formule 1, který dokázal zvítězit ve své první Velké ceně (Nino Farina a Johnnie Parsons jsou také vítězové svých prvních závodů ve Formuli 1, ale Farinovo vítězství bylo v úplně prvním závodě tohoto šampionátu a Parsons vyhrál pravní Indianapolis 500, která byla součástí Formule 1). Pro tým Ferrari to byl katastrofický víkend. Phil Hill se propadl z prvního místa na startu až na 9. místo a dokončil závod se ztrátou dvou kol. Wolfgang von Trips musel v 18. kole odstoupit z důvodu poruchy motoru a Richie Ginther odstoupil, poté co mu ve 40. kole klesl tlak oleje.

### Velká Británie
Velká cena Velké Británie byla poslední Velkou cenou, které se zúčastnil vůz s motorem vpředu a prvním, které se zúčastnil vůz s pohonem všech 4 kol. V kvalifikaci na okruhu Aintree zajeli nejrychlejší čas hned 4 jezdci, z niž nakonec získal pole position Phil Hill. Za ním Ginther, Bonnier (Porsche) a von Trips. Phil Hill vedl až do 6. kola, ve kterém ho předjel von Trips a dominantní jízdou si dojel pro vítězství, 46 sekund před druhým Hillem a třetím Gintherem. Německý závodník se tímto dostal zpět do čela šampionátu.

### Německo
Na nebezpečném 22,8 kilometrů dlouhém okruh Nürburgring dokázal Stirling Moss obrat Ferrari o vítězství podruhé a naposledy v této sezóně. V kvalifikaci sice Phil Hill zvítězil před druhým Jackem Brabhamem v Cooperu o 6 sekund a jeho rival v souboji o titul mistra světa von Trips startoval až pátý, jenže v závodě vedl od 1. až do 15. kola Stirlning Moss. Von Trips nakonec dokázal předjet Hilla, čímž navýšil svůj náskok v šampionátu. Moss projel šachovnicovou vlajkou o 21 sekund před druhým von Tripsem a 22 sekund před třetím Hillem.

### Itálie
Závodní víkend v Itálii na okruhu Monza se stal německému závodníkovi za Ferrari Wolfgangu von Tripsovi osudným. V kvalifikaci získal své první a jediné pole position o 0,1 sekundy před 4. Ferrari Mexičana Ricarda Rodríguéze. Hill se kvalifikoval až čtvrtý. Von Trips se na startu propadl až na páté místo, kvůli nastavení převodovky, které sice umožňovalo vyšší rychlosti, ale zhoršovalo zrychlení při nízkých otáčkách. V prvním kole, před nájezdem na ovál, se von Trips a Jim Clark dotkli koly, Němec ztratil kontrolu nad svým vozem a jeho vůz najel do davu diváků. Von Trips byl z vozu vymrštěn na trať a na místě zemřel. Spolu s ním zemřelo dalších 18 diváků. Tragický závod nebyl přerušen, prý aby odcházející diváci neblokovali cestu záchranářským pracím. Závod nakonec vyhrál Phil Hill a zároveň se tím stal Mistrem světa ve Formuli 1. Druhý skončil Dan Gurney a třetí Bruce McLaren (Cooper).

### USA
Po tragickém víkendu, ve kterém se Ferrari podařilo zajistit oba šampionáty, se italský tým rozhodl neodcestovat do USA na poslední závod. Před závodním víkendem se spekulovalo, zda by se závod vůbec měl uskutečnit, protože FIA neudělila okruhu Watkins Glen licenci. Závod se nakonec pořádal a zvítězil v něm Innes Ireland, pro kterého to bylo jediné vítězství ve Formuli 1. Vítěz z kvalifikace Jack Brabham odstoupil v 57 kole kvůli přehřátí motoru. Druhé místo získal na domácí půdě Dan Gurney a třetí dojel Tony Brooks (BRM).

## Konečné hodnocení Mistrovství Světa

### Pohár jezdců
| *  | Jezdec                  | MON | NED | BEL | FRA | GBR | GER | ITA | USA | Body    |
| -- | ----------------------- | --- | --- | --- | --- | --- | --- | --- | --- | ------- |
| 1  | Phil Hill               | 3   | 2   | 1   | 9   | 2   | (3) | 1   |     | 34 (38) |
| 2  | Wolfgang von Trips      | 4   | 1   | 2   | Ret | 1   | 2   | Ret |     | 33      |
| 3  | Stirling Moss           | 1   | 4   | 8   | Ret | DSQ | 1   | Ret | Ret | 21      |
| 4  | Dan Gurney              | 5   | 10  | 6   | 2   | 7   | 7   | 2   | 2   | 21      |
| 5  | Richie Ginther          | 2   | 5   | 3   | 15  | 3   | 8   | Ret |     | 16      |
| 6  | Innes Ireland           | DNS |     | Ret | 4   | 10  | Ret | Ret | 1   | 12      |
| 7  | Jim Clark               | 10  | 3   | 12  | 3   | Ret | 4   | Ret | 7   | 11      |
| 8  | Bruce McLaren           | 6   | 12  | Ret | 5   | 8   | 6   | 3   | 4   | 11      |
| 9  | Giancarlo Baghetti      |     |     |     | 1   | Ret |     | Ret |     | 9       |
| 10 | Tony Brooks             | 13  | 9   | 13  | Ret | 9   | Ret | 5   | 3   | 6       |
| 11 | Jack Brabham            | Ret | 6   | Ret | Ret | 4   | Ret | Ret | Ret | 4       |
| 12 | John Surtees            | 11  | 7   | 5   | Ret | Ret | 5   | Ret | Ret | 4       |
| 13 | Olivier Gendebien       | DNQ |     | 4   |     |     |     |     | 11  | 3       |
| 14 | Jackie Lewis            |     |     | 9   | Ret | Ret | 9   | 4   |     | 3       |
| 15 | Jo Bonnier              | 12  | 11  | 7   | 7   | 5   | Ret | Ret | 6   | 3       |
| 16 | Graham Hill             | Ret | 8   | Ret | 6   | Ret | Ret | Ret | 5   | 3       |
| 17 | Roy Salvadori           |     |     |     | 8   | 6   | 10  | 6   | Ret | 2       |
| —  | Maurice Trintignant     | 7   |     | Ret | 13  |     | Ret | 9   |     | 0       |
| —  | Carel Godin de Beaufort |     | 14  | 11  | Ret | 16  | 14  | 7   |     | 0       |
| —  | Lorenzo Bandini         |     |     | Ret |     | 12  | Ret | 8   |     | 0       |
| —  | Cliff Allison           | 8   |     | DNS |     |     |     |     |     | 0       |
| —  | Roger Penske            |     |     |     |     |     |     |     | 8   | 0       |
| —  | Hans Herrmann           | 9   | 15  |     |     |     | 13  |     |     | 0       |
| —  | Peter Ryan              |     |     |     |     |     |     |     | 9   | 0       |
| —  | Masten Gregory          | DNQ | DNS | 10  | 12  | 11  |     | Ret | Ret | 0       |
| —  | Henry Taylor            | DNQ |     | DNS | 10  | Ret |     | 11  |     | 0       |
| —  | Tim Parnell             |     |     |     |     | Ret |     | 10  |     | 0       |
| —  | Hap Sharp               |     |     |     |     |     |     |     | 10  | 0       |
| —  | Tony Maggs              |     |     |     |     | 13  | 11  |     |     | 0       |
| —  | Michael May             | Ret |     |     | 11  |     | DNS |     |     | 0       |
| —  | Ian Burgess             |     | DNS | DNS | 14  | 14  | 12  |     |     | 0       |
| —  | Renato Pirocchi         |     |     |     |     |     |     | 12  |     | 0       |
| —  | Trevor Taylor           |     | 13  |     |     |     |     |     |     | 0       |
| —  | Tony Marsh              |     |     | DNS |     | Ret | 15  |     |     | 0       |
| —  | Keith Greene            |     |     |     |     | 15  |     |     |     | 0       |
| —  | Gerry Ashmore           |     |     |     |     | Ret | 16  | Ret |     | 0       |
| —  | Wolfgang Seidel         |     |     | DNS |     | 17  | Ret | Ret |     | 0       |
| —  | Bernard Collomb         |     |     |     | Ret |     | NC  |     |     | 0       |
| —  | Lucien Bianchi          | DNQ |     | Ret | Ret | Ret |     |     |     | 0       |
| —  | Willy Mairesse          |     |     | Ret | Ret |     | Ret |     |     | 0       |
| —  | Jack Fairman            |     |     |     |     | DSQ |     | Ret |     | 0       |
| —  | Giorgio Scarlatti       |     |     |     | Ret |     |     |     |     | 0       |
| —  | Massimo Natili          |     |     |     |     | Ret |     |     |     | 0       |
| —  | Ricardo Rodríguez       |     |     |     |     |     |     | Ret |     | 0       |
| —  | Gaetano Starrabba       |     |     |     |     |     |     | Ret |     | 0       |
| —  | Nino Vaccarella         |     |     |     |     |     |     | Ret |     | 0       |
| —  | Roberto Bussinello      |     |     |     |     |     |     | Ret |     | 0       |
| —  | Brian Naylor            |     |     |     |     |     |     | Ret |     | 0       |
| —  | Roberto Lippi           |     |     |     |     |     |     | Ret |     | 0       |
| —  | Jim Hall                |     |     |     |     |     |     |     | Ret | 0       |
| —  | Lloyd Ruby              |     |     |     |     |     |     |     | Ret | 0       |
| —  | Walt Hansgen            |     |     |     |     |     |     |     | Ret | 0       |
| —  | André Pilette           |     |     |     |     |     |     | DNQ |     | 0       |
| *  | Jezdec                  | MON | NED | BEL | FRA | GBR | GER | ITA | USA | Body    |

| Legenda k tabulce | Legenda k tabulce                                                                       |
| Barva             | Výsledek                                                                                |
| ----------------- | --------------------------------------------------------------------------------------- |
| Zlatá             | Vítěz                                                                                   |
| Stříbrná          | 2. místo                                                                                |
| Bronzová          | 3. místo                                                                                |
| Zelená            | Bodované umístění                                                                       |
| Modrá             | Nebodované umístění                                                                     |
| Modrá             | Dokončil neklasifikován (NC)                                                            |
| Fialová           | Odstoupil (Ret)                                                                         |
| Červená           | Nekvalifikoval se (DNQ)                                                                 |
| Červená           | Nepředkvalifikoval se (DNPQ)                                                            |
| Černá             | Diskvalifikován (DSQ)                                                                   |
| Bílá              | Nestartoval (DNS)                                                                       |
| Bílá              | Závod zrušen (C)                                                                        |
| Světle modrá      | Pouze trénoval (PO)                                                                     |
| Světle modrá      | Páteční testovací jezdec (TD)                                                           |
| Bez barvy         | Netrénoval (DNP)                                                                        |
| Bez barvy         | Vyřazen (EX)                                                                            |
| Bez barvy         | Nepřijel (DNA)                                                                          |
| Bez barvy         | Odvolal účast (WD)                                                                      |
| Bez barvy         | Nezúčastnil se (prázdné)                                                                |
| Označení          | Význam                                                                                  |
| Tučnost           | Pole position                                                                           |
| Kurzíva           | Nejrychlejší kolo                                                                       |
| †                 | Jezdec nedojel do cíle, ale byl klasifikován, protože odjel více než 90 % délky závodu. |
| ‡                 | Byl udělován poloviční počet bodů, protože bylo odjeto méně než 75 % délky závodu.      |
| Horní index       | Umístění bodujících jezdců ve sprintu                                                   |

### Pohár konstruktérů
| * | Konstruktér          | MON | NED | BEL | FRA | GBR | GER | ITA | USA | Body    |
| - | -------------------- | --- | --- | --- | --- | --- | --- | --- | --- | ------- |
| 1 | Ferrari              | (2) | 1   | 1   | 1   | 1   | (2) | 1   | WD  | 40 (52) |
| 2 | Lotus-Climax         | 1   | 3   | 8   | 3   | 10  | 1   | 10  | 1   | 32      |
| 3 | Porsche              | 5   | 10  | (6) | 2   | 5   | 7   | 2   | 2   | 22 (23) |
| 4 | Cooper-Climax        | (6) | (6) | 5   | 5   | 4   | (5) | 3   | 4   | 14 (18) |
| 5 | BRM-Climax           | 13  | 8   | 13  | 6   | 9   | Ret | 5   | 3   | 7       |
| — | Cooper-Maserati      | 7   |     | Ret | 13  | 12  | Ret | 8   |     | 0       |
| — | Gilby-Climax         |     |     |     |     | 15  |     |     |     | 0       |
| — | Ferguson-Climax      |     |     |     |     | DSQ |     |     |     | 0       |
| — | De Tomaso-OSCA       |     |     |     | Ret |     |     | Ret |     | 0       |
| — | Lotus-Maserati       |     |     |     |     |     |     | Ret |     | 0       |
| — | De Tomaso-Alfa Romeo |     |     |     |     |     | WD  | Ret |     | 0       |
| — | JBW-Climax           |     |     |     | WD  |     |     | Ret |     | 0       |
| — | Emeryson-Maserati    | DNQ |     |     |     | WD  |     |     |     | 0       |
| — | Emeryson-Climax      |     |     |     |     |     |     | DNQ |     | 0       |
| * | Konstruktér          | MON | NED | BEL | FRA | GBR | GER | ITA | USA | Body    |